# Jouhe
Cet article possède des paronymes, voir Jougne et Joux.
Jouhe est une commune française située dans le département du Jura, dans la région culturelle et historique de Franche-Comté et la région administrative Bourgogne-Franche-Comté.
Ses habitants sont appelés les  Jouhannais et Jouhannaises.

## Géographie

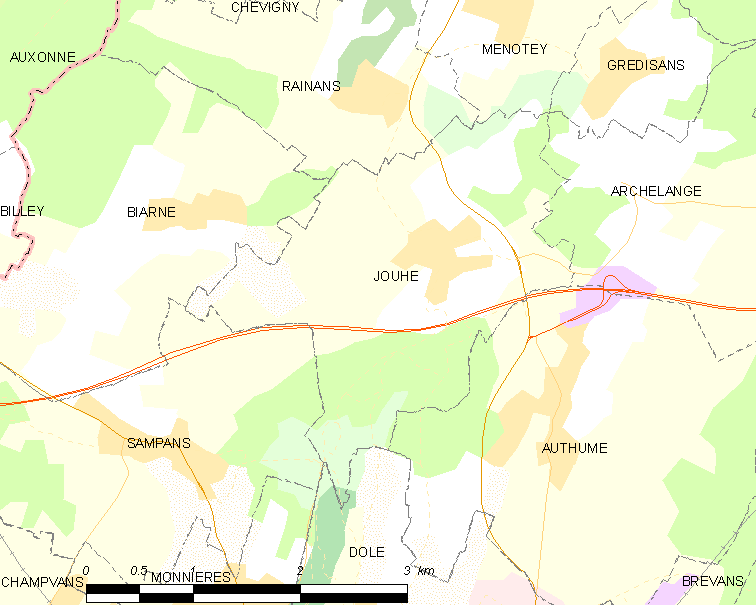
Situation de Jouhe.

### Situation
Le village est situé à environ 7,5 km au nord de Dole.
| Rainans | Menotey | Gredisans  |
| Biarne  | Jouhe   | Archelange |
| Sampans | Dole    | Authume    |

### Hydrographie
Le village est traversé par la Vèze, petit ruisseau qui prend naissance au nord-est de la commune. Il reçoit les eaux de la source de Bargon à l'entrée du village et au pied de la colline du Mont-Roland, celles de la Foulotière (ou Forestière ou Fontaine Roland) et plus loin, celles de la Muyre (Muire) avant d'aller rejoindre les eaux de la Saône via Biarne et Billey. La source de la Muyre a permis de réaliser dans les années 1970 un étang intercommunal de 9 ha réservé à la pêche. Ancienne fontaine minérale de La Muire. Source de la Foulatière. Source de l'Aubépine.

### Climat
Pour des articles plus généraux, voir Climat de la Bourgogne-Franche-Comté et Climat du département du Jura.
En 2010, le climat de la commune est de type climat des marges montargnardes, selon une étude du Centre national de la recherche scientifique s'appuyant sur une série de données couvrant la période 1971-2000. En 2020, Météo-France publie une typologie des climats de la France métropolitaine dans laquelle la commune est exposée à un climat semi-continental et est dans une zone de transition entre les régions climatiques « Bourgogne, vallée de la Saône » et « Jura ». 
Pour la période 1971-2000, la température annuelle moyenne est de 10,8 °C, avec une amplitude thermique annuelle de 17,6 °C. Le cumul annuel moyen de précipitations est de 1 022 mm, avec 12,3 jours de précipitations en janvier et 8,4 jours en juillet. Pour la période 1991-2020, la température moyenne annuelle observée sur la station météorologique de Météo-France la plus proche, « Dole », sur la commune de Dole à 6 km à vol d'oiseau, est de 11,6 °C et le cumul annuel moyen de précipitations est de 1 023,0 mm. 
La température maximale relevée sur cette station est de 40 °C, atteinte le 31 juillet 2020 ; la température minimale est de −24 °C, atteinte le 10 janvier 1985,,. 
Les paramètres climatiques de la commune ont été estimés pour le milieu du siècle (2041-2070) selon différents scénarios d'émission de gaz à effet de serre à partir des nouvelles projections climatiques de référence DRIAS-2020. Ils sont consultables sur un site dédié publié par Météo-France en novembre 2022.

## Urbanisme

### Typologie
Au 1er janvier 2024, Jouhe est catégorisée commune rurale à habitat dispersé, selon la nouvelle grille communale de densité à sept niveaux définie par l'Insee en 2022.
Elle est située hors unité urbaine. Par ailleurs la commune fait partie de l'aire d'attraction de Dole, dont elle est une commune de la couronne,. Cette aire, qui regroupe 87 communes, est catégorisée dans les aires de 50 000 à moins de 200 000 habitants,.

### Occupation des sols
L'occupation des sols de la commune, telle qu'elle ressort de la base de données européenne d’occupation biophysique des sols Corine Land Cover (CLC), est marquée par l'importance des territoires agricoles (60,7 % en 2018), en diminution par rapport à 1990 (62,3 %). La répartition détaillée en 2018 est la suivante : 
terres arables (36,6 %), forêts (24,7 %), prairies (18,9 %), zones urbanisées (7,6 %), milieux à végétation arbustive et/ou herbacée (7 %), zones agricoles hétérogènes (5,1 %). L'évolution de l’occupation des sols de la commune et de ses infrastructures peut être observée sur les différentes représentations cartographiques du territoire : la carte de Cassini (XVIIIe siècle), la carte d'état-major (1820-1866) et les cartes ou photos aériennes de l'IGN pour la période actuelle (1950 à aujourd'hui).

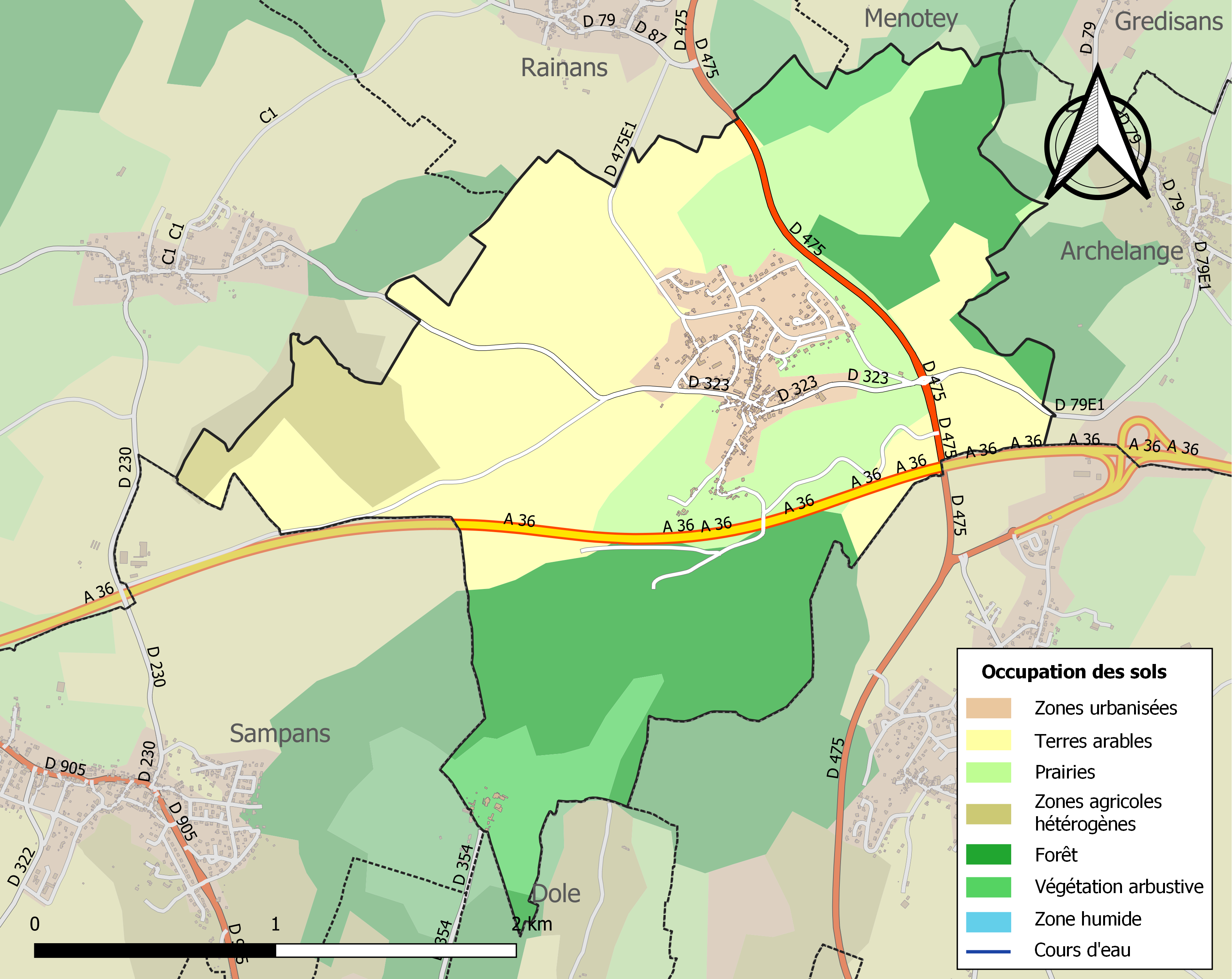
Carte des infrastructures et de l'occupation des sols de la commune en 2018 (CLC).

## Histoire
Le vieux village de Jouhe, avec ses maisons de pierre ocre, est bâti sur le versant nord-ouest de la colline du Mont-Roland. La commune s'étend jusqu'à la borne centrale du Mont-Roland. L'église, les hébergements, la station de radio RCF font partie de Jouhe.
L'histoire de Jouhe a depuis très longtemps été liée à celle du Mont-Roland.
Avant l'ère chrétienne, on vouait un culte païen à Jupiter (roi des Dieux, dans la mythologie romaine) dans le village. D'où l'origine du nom Joha.[réf. nécessaire] Ensuite, ce village a vu l'installation d'un très grand Prieuré qui s'étendait au-delà de l'actuelle Maison les Cèdres (Maison d'enfance) et sur l'ensemble du lotissement du Prieuré. L'église actuelle du centre du village n'en faisait pas partie.

## Politique et administration

### Liste des maires
| Période      | Période  | Identité                        | Étiquette | Qualité                    |
| ------------ | -------- | ------------------------------- | --------- | -------------------------- |
| vers 1813    |          | Jean Rouget                     |           |                            |
| 18..         | 1817     | François-Joseph Rossigneux      |           |                            |
| 1817         |          | Marie-Joseph-Vincent de Ferrier |           |                            |
| vers 1826    |          | J. Clerc                        |           |                            |
| vers 1842    |          | Justin Chavelet                 |           |                            |
| vers 1855    |          | Joseph Clerc                    |           |                            |
| vers 1873    |          | Justin Jacquey                  |           |                            |
| vers 1880    |          | Joseph Prudhon                  |           |                            |
| vers 1903    |          | Ludovic Boillot                 |           |                            |
| vers 1910    |          | Jean-Baptiste Boiret            |           |                            |
| 2001         | 2019     | André Chollat                   |           | Retraité de l'enseignement |
| 19 juin 2019 | En cours | Joël Gerdy                      |           |                            |

## Population et société

### Démographie
L'évolution du nombre d'habitants est connue à travers les recensements de la population effectués dans la commune depuis 1793. Pour les communes de moins de 10 000 habitants, une enquête de recensement portant sur toute la population est réalisée tous les cinq ans, les populations de référence des années intermédiaires étant quant à elles estimées par interpolation ou extrapolation. Pour la commune, le premier recensement exhaustif entrant dans le cadre du nouveau dispositif a été réalisé en 2005.

En 2022, la commune comptait 537 habitants, en évolution de −3,59 % par rapport à 2016 (Jura : −0,81 %, France hors Mayotte : +2,11 %).
| 1793 | 1800 | 1806 | 1821 | 1831 | 1836 | 1841 | 1846 | 1851 |
| ---- | ---- | ---- | ---- | ---- | ---- | ---- | ---- | ---- |
| 530  | 623  | 628  | 559  | 668  | 669  | 642  | 655  | 647  |

| 1856 | 1861 | 1866 | 1872 | 1876 | 1881 | 1886 | 1891 | 1896 |
| ---- | ---- | ---- | ---- | ---- | ---- | ---- | ---- | ---- |
| 565  | 589  | 594  | 564  | 534  | 485  | 474  | 421  | 391  |

| 1901 | 1906 | 1911 | 1921 | 1926 | 1931 | 1936 | 1946 | 1954 |
| ---- | ---- | ---- | ---- | ---- | ---- | ---- | ---- | ---- |
| 409  | 352  | 377  | 337  | 327  | 350  | 359  | 352  | 396  |

| 1962 | 1968 | 1975 | 1982 | 1990 | 1999 | 2005 | 2006 | 2010 |
| ---- | ---- | ---- | ---- | ---- | ---- | ---- | ---- | ---- |
| 315  | 372  | 316  | 398  | 359  | 437  | 484  | 488  | 569  |

| 2015 | 2020 | 2022 | - | - | - | - | - | - |
| ---- | ---- | ---- | - | - | - | - | - | - |
| 560  | 537  | 537  | - | - | - | - | - | - |

### Manifestations culturelles et festivités
Le village de Jouhe compte plusieurs associations sportives et culturelles :
- A.C.C.A : Association Communale de Chasse Agrée
- Au cœur de Jouhe : Chorale
- La troupe du sapin : Théâtre
- F.R.I : Club Football
- GYM : Gymnastique
- A.P.E : Association des parents d’élèves
- A.P.R.V : Association de pêche des riverains de la vèze (Jouhe, Biarne)
- Equi Connect : Equithérapie
- La Main Verte : embellissement du village

Depuis 2021, les associations se regroupent pour organiser la brocante et la fête du village au cours de l’été.
Le club de football (FRI) organise son concours de pétanque le 2ème samedi de juillet ouvert à tous et regroupant plus de 200 participants. Les autres associations organisent également d’autres manifestations au cours de l’année.

## Économie
La boulangerie et le café ont fermé leurs portes. Seuls quelques artisans demeurent..
Dans les années 1970, la construction de l'autoroute A36 a donné un coup de fouet au développement du village. Elle a induit l'ouverture d'une carrière toujours exploitée, qui a permis entre autres, la construction d'un ensemble sportif avec terrain de football et d'un terrain de tennis. La demande de logement est forte sur la commune. De 437 habitants au dernier recensement de 1999, le village en compte désormais 670 (2020). La croissance du village est maîtrisée ;  la viabilisation de la seconde tranche du lotissement « Aux Picaudes » a commencé en septembre 2021. Les travaux d'un City Stade doivent débuter en fin d'année 2021.
La culture des oléagineux, du maïs et des céréales ainsi que l'élevage sont réalisés par des exploitants extérieurs car il n'y a plus d'agriculteurs sur la commune.
À la suite du développement touristique local, la commune de Jouhe a vu l’ouverture de maisons d’hôtes et de gîtes.
La boutique de la Brasserie Doloise est installée dans l’ancienne boutique de souvenirs du sanctuaire du Mont Roland sur la commune de Jouhe.

## Culture locale et patrimoine

### Lieux et monuments
- L'église du village, placée sous le vocable de Saint-Pierre est composée d'une nef datée de 1749 et d'un chœur du XVIe siècle.
- La maison commune, construite en 1857, abrite l'école, la garderie, la bibliothèque et la mairie. La place du village a été construite en 1991 après le déplacement du cimetière. Deux Monuments du souvenir, l'un sur la place du village à la mémoire de ses enfants morts au cours des guerres de 1870, 1914 et 1939 (inauguré le 28 octobre 1923), l'autre à l'entrée du village en venant de Dole, à la mémoire des 15 FFI tombés ici le 9 septembre 1944, jour de la libération de la région.
- Le sanctuaire du Mont-Roland est un haut lieu de pèlerinage. Des chemins de randonnée partent du village et permettent d'accéder au Mont-Roland par la rue du Mont, puis de traverser l'autoroute et de monter à pied sur le Mont-Roland.
- Un chemin de Saint-Jacques-de-Compostelle passe par la commune avec un marquage jaune sur fond bleu dans le village et fait une halte au Mont-Roland.
- L'étang de la Muyre est à la fois sur les communes de Biarne et de Jouhe.
- La Maison des Pupilles ou maison les Cèdres et son Cèdre (planté sous Louis XIV), rue du Prieuré, avec ses trois imposantes bâtisses appartient au conseil départemental. L'association PEP (Pupilles de l'enseignement public) gère cette maison d'enfants à caractère social.
- La tour du vieux château, rue du Mont, que l'on peut dater du XIVe siècle est une propriété privée.

La porte du prieuré ancien
- La source de la Foulotière est un lieu de promenade bucolique.

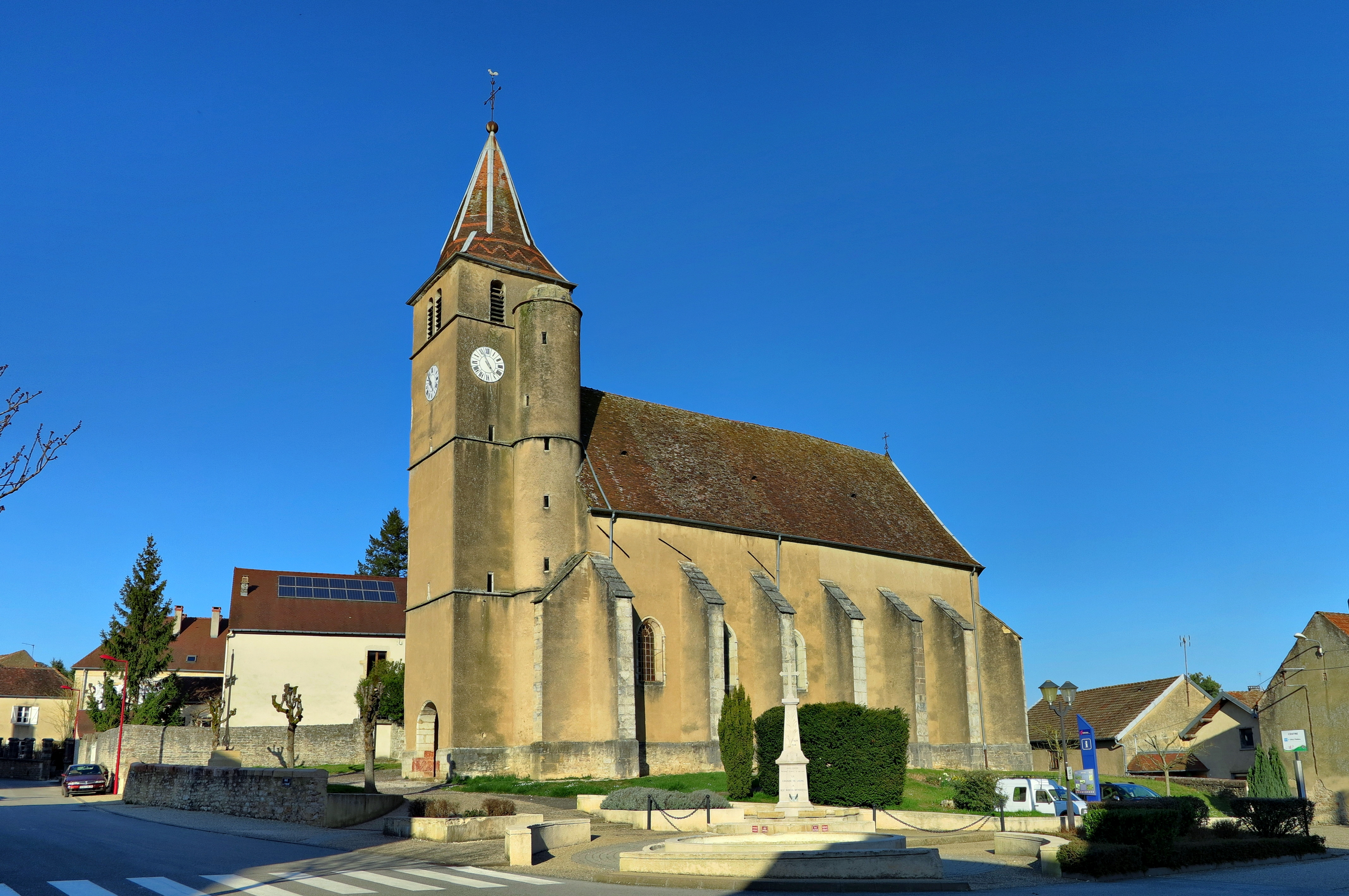
L'église Saint-Pierre.
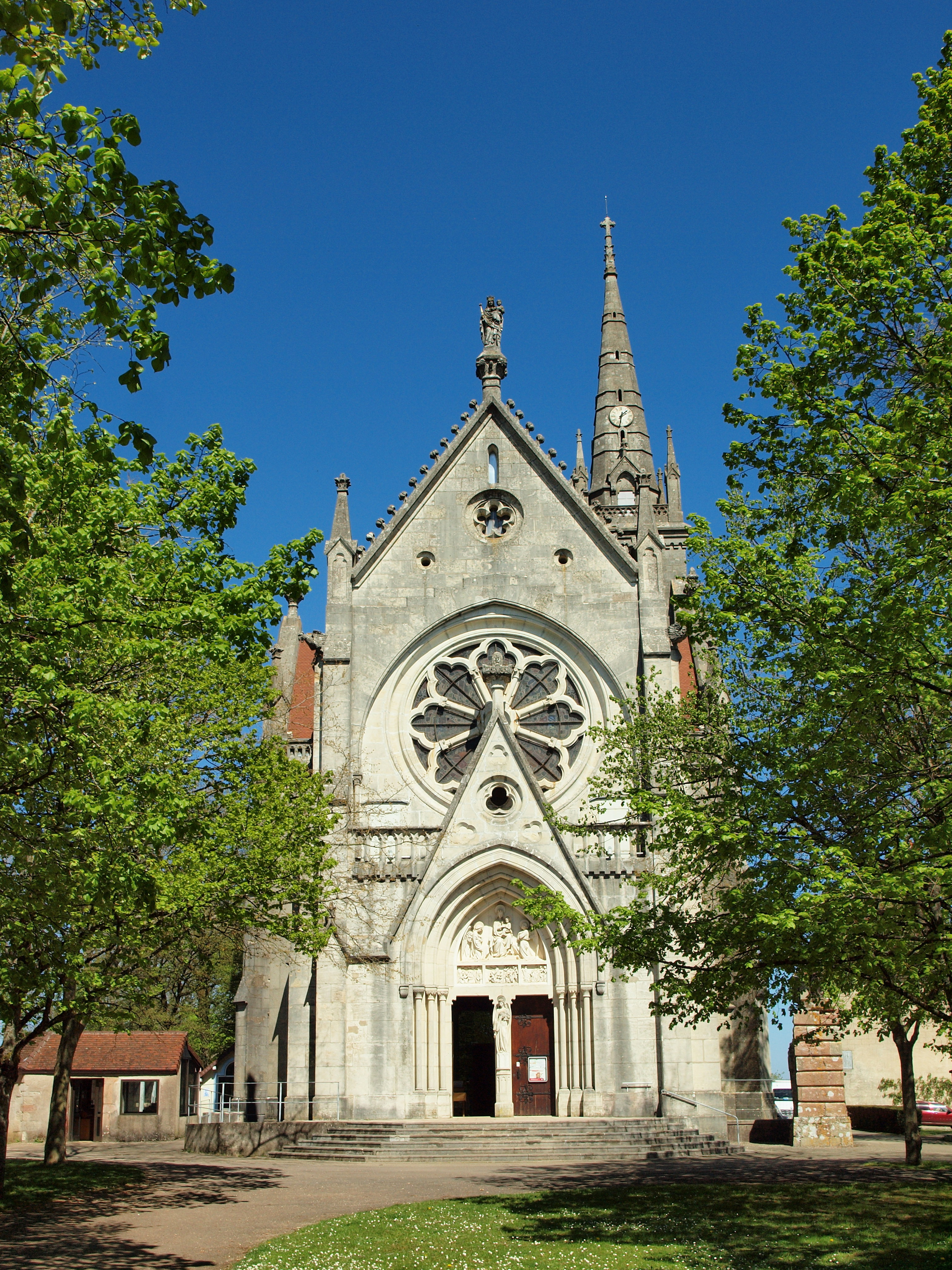
Le sanctuaire du Mont-Roland.
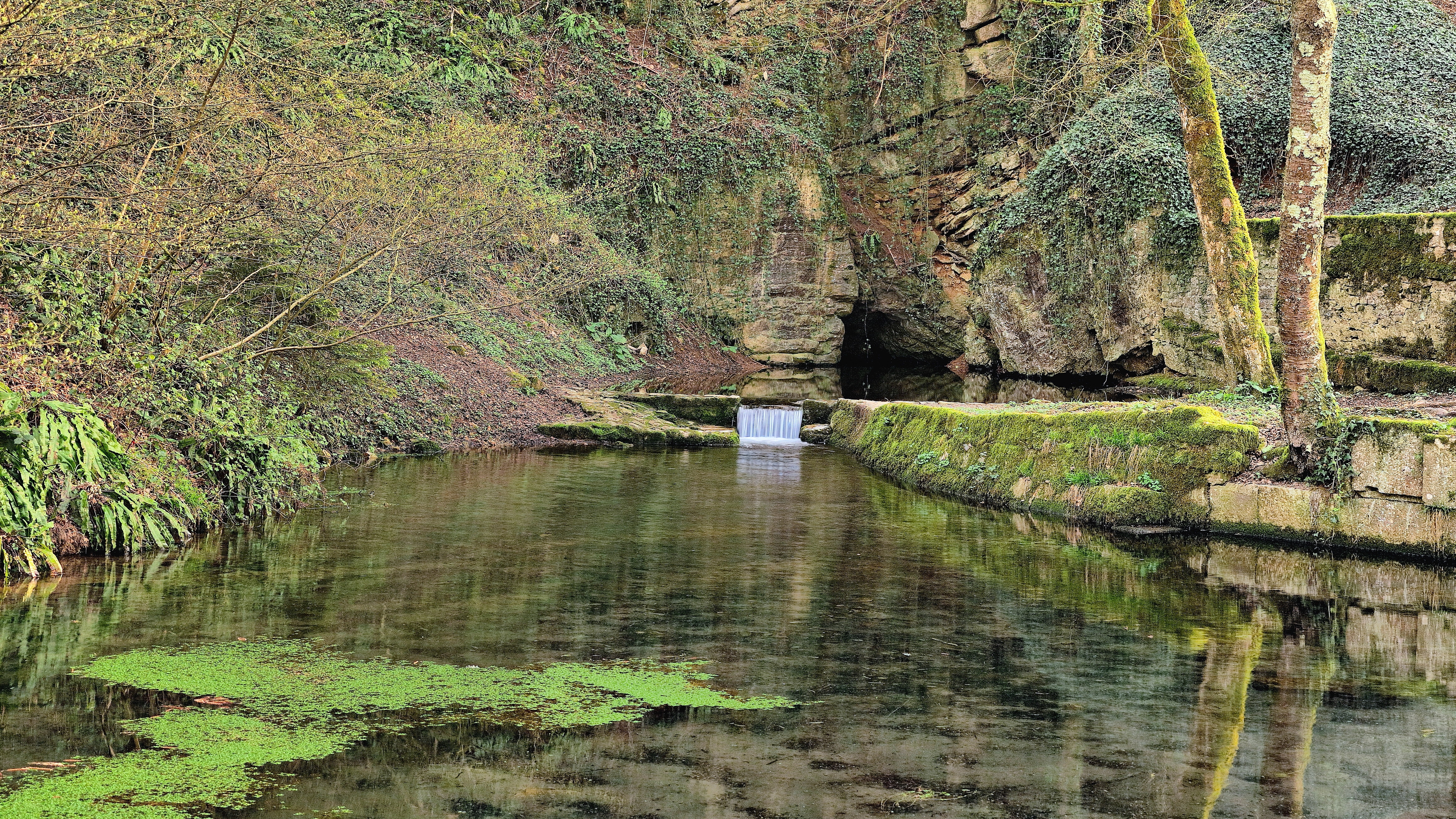
La source de la Foulotière.

### Personnalités liées à la commune
- Philibert Poissenot (v1500-1556) théologien et enseignant comtois, né à Jouhe
- Jacques Boilley, chanteur, musicien, auteur, compositeur de spectacle et chanson pour enfants. Il vit à Jouhe.
- Michel Chapuis, organiste, titulaire des orgues de la Chapelle Royale de Versailles. Il vécut à Jouhe (1930-2017).
- Jean Hauger, surnommé "Macout", chef du réseau de résistance Gilbert, chargé de recueillir des informations pour les services de renseignement suisses.

### Héraldique
| Blason de Jouhe | Blason  | Coupé ondé : au 1er d'azur semé de billettes d'or à un lion issant, couronné d'or, armé et lampassé de gueules, au 2d de sinople à deux clés d'argent passées en sautoir et à une volute de crosse de gueules brochant sur les clés. |
| Blason de Jouhe | Détails | Le statut officiel du blason reste à déterminer. |